# Dilijan nationalpark
Dilijan nationalpark är ett naturreservat i Armenien.   Det ligger i provinsen Tavusj, i den centrala delen av landet, 70 kilometer nordost om huvudstaden Jerevan.
Trakten runt Dilijan nationalpark består i huvudsak av gräsmarker. Runt Dilijan nationalpark är det ganska tätbefolkat, med 72 invånare per kvadratkilometer.